# Papaflessas
Papaflessas (řecky: Παπαφλέσσας, vlastním jménem: Grigorios Dikaios; 1788, Poliani – 20. května 1825, Maniaki) byl řecký pop a generál Řecké osvobozenecké války.

## Život
Narodil se roku 1788 v Poliani na ostrově Peloponés jako syn Dimitriose Flessase a jeho manželky Konstantiny Andronaiou která pocházela z Dimitsany.
V rodném městě jeho matky studoval. Ve městě Kalamata vstoupil do kláštera a později působil v Konstantinopoli a na ostrově Zakynthos. Vstoupil do tajného řeckého spolku Filiki eteria která se připravovala na povstání proti Turkům. Když řecký šlechtic Alexandros Ypsilanti povstal proti Turkům v Moldavsku Papaflessas byl vyslán vzbouřit Řeky na Peloponésu. Peloponés se vzbouřil a Papaflessas se přidal k řeckým generálům jako byly Theodoros Kolokotronis či Petros Mauromichalis. Bojoval v mnohých bitvách a v slavní bitvě u Dervenakie, kde Řekové porazily turecká vojska Mahmuda Dramaliho Paši. Podílel se i na osvobození Kalamaty.
Roku 1825 ale Turci přešli do ofenzívy a na Peloponés povolali z Egypta vojska Ibrahima Paši. Papaflessas se proti Ibrahimovi postavil u města Maniaki. Řeků bylo jen 1 000, Ibrahim měl 6 000 mužů avšak se svou armádou padl.
Po smrti se stal národním hrdinou a mnozí zahraniční filheléni ho přirovnali k Periklovi.